# Jalqarān
Jalqarān (persiska: جَلقَران, جلقران) är en ort i Iran.   Den ligger i provinsen Västazarbaijan, i den nordvästra delen av landet, 600 km väster om huvudstaden Teheran. Jalqarān ligger 1 673 meter över havet och antalet invånare är 736.
Terrängen runt Jalqarān är varierad.Runt Jalqarān är det ganska tätbefolkat, med 185 invånare per kvadratkilometer. Närmaste större samhälle är Jūjahī, 10,0 km nordväst om Jalqarān. Trakten runt Jalqarān består i huvudsak av gräsmarker.